# Herb powiatu kolbuszowskiego
Herb powiatu kolbuszowskiego – jeden z symboli powiatu kolbuszowskiego, autorstwa Jacka Bardana, ustanowiony 23 sierpnia 2002

## Wygląd i symbolika
Herb przedstawia na tarczy dwudzielnej w słup w polu prawym czerwonym srebrny krzyż równoramienny, pod nim srebrną krzywaśń, natomiast w polu lewym błękitnym osiem gwiazd sześcioramiennych, złotych, po trzy w dwóch rzędach i dwie w trzecim, od podstawy.
Krzyż został przejęty z herbu Kolbuszowej i symbolizuje wspólne działania Boga i człowieka. Krzywaśń pochodzi z herbu Lubomirskich, niegdysiejszych właścicieli Kolbuszowej i okolicznych ziem. Natomiast osiem gwiazd to nawiązanie do przynależności ziem obecnego powiatu kolbuszowskiego do województwa sandomierskiego w okresie staropolskim.